# The Kill Point
The Kill Point är en amerikansk TV-serie från 2007.
En grupp militärveteraner som nyss återvänt hem från Irak, återförenas för att utföra ett stort bankrån. Planen går inte riktigt som planerat och rånarna tvingas i flykten åter in på banken och tar folket där som gisslan. 
Man får i serien följa operationen både inifrån banken och från gisslanförhandlarnas perspektiv.

## Roller
- Donnie Wahlberg - Det. Horst Cali
- John Leguizamo - Mr. Wolf
- Jeremy Davidson - Mr. Rabbit
- Frank Grillo - Mr. Pig
- Steve Cirbus - Deke Quinlan
- Michael Hogan - Hawk
- Geoffrey Cantor - Abe Shelton
- Adam Cantor - Rocko
- Jennifer Ferrin - Chloe
- Wayne Kasserman - Tonray
- Tobin Bell - Alan Beck